# 若の里忍
若の里 忍（わかのさと しのぶ、1976年7月10日 - ）は、青森県弘前市出身、鳴戸部屋（引退時は田子ノ浦部屋）に所属していた元大相撲力士。本名は古川 忍（こがわ しのぶ）、愛称はコガワ。現役時代の体格は身長184cm、体重161kg、血液型はO型。最高位は東関脇。
怪力力士として知られ、かつて現役時代には「大関の最有力候補」「史上最強の関脇」とも言われた。だが大関取りの絶好期だった場所に負け越したり、さらには大怪我の繰り返しに泣いて、結果大関昇進は果たせなかった。得意手は左四つ、寄り。好物は納豆、しゃぶしゃぶ。趣味は野球観戦、イラスト。
2018年2月1日に田子ノ浦部屋から独立し、西岩部屋師匠として後進の指導に当たっている。

## 来歴

### 幼少期〜学生時代
1976年7月10日に青森県弘前市で誕生し、丁度元横綱・若乃花幹士 (初代)と生誕地を同じくした格好となっている。相撲との出会いは小学3年生の頃であり、学校の先生に「相撲の大会があるから出てみろ」と誘われ、そうして初めて出場した地元・弘前市の大会で優勝を収めた。遊び程度の感覚で出場して体の大きさだけで相撲を取っていたが、この時に賞状とメダルをもらい、親や先生に褒められたことで相撲にのめりこんだ。10歳ごろから本格的に相撲を始め、小学6年生で鳴戸から「これから部屋を興すから来ないか」と勧誘された。自分の学区の中学校には相撲部が無かったので、家から10km離れたところにある弘前市立第二中学校へ越境通学し、毎日1時間自転車を漕いで通学しながら相撲に励んだ。生地と川を挟んだ同県北津軽郡板柳町出身の高見盛精彦と青森市（旧南津軽郡浪岡町）出身の武州山隆士は中学相撲の同学年のライバルだった。

### 入門〜幕下時代
小学生の頃は大相撲に興味のない古川であったが、中学3年生の夏ごろに大相撲の巡業が弘前市で行われ、当時小結の貴花田（のちの横綱・貴乃花）に稽古をつけてもらった。憧れの力士に2番相撲を取らせてもらい、そこから一気に力士になりたいと心が動いた。中学を卒業する前に予てより勧誘のあった鳴戸に呼応して鳴戸部屋に入門し、1992年3月場所に本名の「古川」の四股名で初土俵を踏んだ。初土俵の同期には旭天鵬、旭鷲山、春ノ山、駿傑、かつて同部屋だった隆乃若などがいる。入門以降「1日100番を超える」厳しい稽古で鍛えられ 、1995年7月場所に幕下に昇進し、1997年3月場所では自身初の幕下優勝を決め、同年11月場所に新十両に昇進すると四股名を「若の里」に改名した。

### 十両・幕内時代
新十両の場所では須佐の湖との優勝決定戦を制し、十両優勝を果たす。若の里の四股名は師匠の四股名「隆の里」と大師匠にあたる「若乃花」に由来しており、鳴戸からはそれだけ大器と評され、引退するまで四股名を変えることは無かった。実際四股名に関しては2017年のスポーツ報知の記事で「十両に上がったときにしこ名を頂いたんです。師匠の師匠の『若乃花』の若という字と、師匠の『隆の里』の里という字をとってですよ。両方とも横綱でしょ、師匠にしてみれば自分と自分の師匠の名前を一文一文字ずつ、つけた。その名前をもらったときはうれしかったし、それだけ期待してくれてたんだなっていう。気持ちは感じましたね」と、この四股名の由来が事実であることを認めた。翌1998年5月場所で新入幕を果たし10勝し敢闘賞、同年11月場所では11日目に横綱・若乃花に勝ち自身初の金星を獲得した（この場所は14日目から休場したため勝ち越しは果たせなかった）。

### 三役昇進、大関候補へ
1998年11月場所で右足首を骨折、1999年5月場所で11勝し優勝争いに加わり技能賞、しかし1999年11月場所で今度は左膝靱帯断裂と半月板損傷の重傷を負う。2場所連続全休中に膝の手術に賭けた事（手術しても直る保証はない程の重傷）が成功し、復帰後は膝の負担を減らすため前に出る相撲を徹底した事が幸いし2場所連続十両優勝して復活。
2000年11月場所では自身初の三役となる小結に昇進し勝ち越すと、翌2001年1月場所では自己最高位でもある関脇に昇進した。2000年9月場所から3場所連続で三賞を獲得している。この頃から大関昇進の声が上がり始め（栃東、琴光喜、朝青龍と共に期待の若手4人の内の1人だった）、2003年11月場所と2005年1月場所の2度、関脇で連続二桁勝利を挙げその場所大関獲りのチャンスを掴んだものの共に負け越して失敗し結局大関昇進はならなかった。また、大関取りが期待された2005年1月場所には角番大関の千代大海に勝ち越しを献上してしまうという屈辱を味わった。
2000年11月場所では曙に勝ち、2001年1月場所では武蔵丸に素首落としで勝ち、2001年7月場所では武蔵丸にすくい投げで勝ち、2002年1月場所では武蔵丸に寄り切りで勝ち、2002年7月場所では武蔵丸に突き落としで勝ち、2003年9月場所では朝青龍に上手投げで勝ち、2004年9月場所では2場所連続で朝青龍にはたき込みで勝ち、と何度も横綱に勝ったり、2001年5月場所は魁皇・武双山・出島の3大関に勝ち、2003年3月場所では武双山・千代大海・魁皇の3大関に勝ち、2005年7月場所では千代大海・魁皇・栃東の3大関に勝ち優勝争いをしていた小結の琴欧州にも勝ち、と何度も上位に勝っているが、胸を出す立ち合い・攻めが遅い・下位に取りこぼすなど悪い癖が治らず、大関になれずに終わった（悪い癖の事もあり、押し相撲の千代大海や武双山と相性が悪かった）。
2000年11月場所は1勝6敗から8連勝、2001年11月場所は1勝5敗から9連勝、2003年9月場所は5勝4敗から6連勝、など前半は成績が悪くても後半は成績が良くなる事もあった。2001年7月場所で武蔵丸の連勝を22で止め、2003年9月場所で朝青龍の連勝を11で止めた。2004年5月場所では3大関に勝ち朝青龍の連勝を35で止め、旋風を起こしていた北勝力を7連勝で止めた事もあった。
19場所連続三役の記録を持つが、2000年11月場所から2005年の1月場所まで26場所の内24場所で三役と（平幕に落ちたのは2場所だけでその2場所はいずれも東筆頭）、長期間安定した成績を残した。

### 相次ぐ怪我との戦い
2005年9月場所より再び大怪我に襲われ（この場所が自身最後の関脇と三役になった）、2005年9月場所の白鵬との対戦で膝を怪我し、2006年7月場所の安馬との対戦でも膝を怪我。2006年11月場所には6年ぶりとなる十両とさらに十両下位の11枚目まで陥落した。十両では格の違いを見せつけるかと思われたが下半身の不安の為思ったほど星が伸びず、2007年1月場所では9日目を終わって4勝5敗と意外な苦戦を強いられる。それでも翌年3月場所には再入幕を果たし、その場所では11勝4敗の好成績を収めた。翌5月場所も10勝5敗と勝ち越したため、7月場所では久方ぶりに上位との対戦が組まれる位置まで上がったものの、上位戦では琴欧州に勝ったのみで結局5勝10敗と負け越した。その後も幕内中位では勝ち越しするものの上位では負け越すという状態が続いていた。2008年11月場所は「平幕が」初日から3日連続大関撃破と史上初の記録を達成、久々に活躍するかと思われたがその後3勝9敗で結局6勝だった。2009年3月場所11日目、前頭2枚目・琴奨菊に物言いがつきながらも土俵際の捨て身の突き落としで勝った一番で右足を痛め、翌日から途中休場（琴奨菊は負け越し）。翌5月場所は初日から休場したため、3度目となる十両陥落が必至となった。翌7月場所は十両に下がったものの幕内経験で圧倒的な強さを見せ付け益荒雄の持つ記録（全5回）に次ぐ4回目の十両優勝を果たし、翌9月場所は通算3回目の再入幕となった。2011年11月場所も負傷休場し、2012年1月場所で4度目となる十両へ陥落しているが1場所で幕内に戻った。

### 古参力士としての奮闘
同年7月場所では10日目に嘉風に勝ち、通算勝利数が貴乃花の794勝を越えて史上11位となった。翌9月場所2日目に宝富士に勝って通算勝利数を800勝とした。800勝到達は史上10人目。なお、この通算勝利数記録の上位には、若の里と同期で現役の旭天鵬も名を連ねており、この場所中には、史上初となる800勝力士同士の対戦も実現した。さらに、同年11月場所では3日目に朝赤龍の休場による不戦勝で通算勝利数が水戸泉の807勝を越えて史上10位に、また14日目にも北太樹に勝って通算勝利数が高見山の812勝を超えて史上9位となり1場所で2つの通算勝利数の記録を更新した。
2013年3月場所では9日目に嘉風に勝ち、通算勝利数が安芸乃島の822勝を越えて史上8位となった。この場所は9勝6敗と勝ち越した。同年7月場所では常幸龍に勝って幕内勝利数を600勝とした。同年9月場所では初日から7連敗し中日に初勝利をしたが最終的には4勝11敗と大敗し同年11月場所に十両に陥落。場所後に力の衰えを感じた若の里は引退を考えるも、15歳の頃に「1場所でいいから関取に上がりたい」と口にした記憶が頭をよぎったことで初心に返る形で現役続投を決意。その場所は13日目に勝ち越しを確定させ最終的には8勝7敗と勝ち越した。
2014年1月場所は膝の内視鏡手術をした影響からか、初日から4連敗するなど振るわず12日目に負け越しを確定させ最終的には5勝10敗の大敗に終わった。同年3月場所では7日目に大道に勝ち、通算勝利数が寺尾常史の860勝を越えて史上7位となった。この場所は9勝6敗と勝ち越した。同年5月場所では双大竜に勝ち、勝ち越しを確定させたと同時に通算勝利数が大鵬の872勝を越えて史上6位となった。翌7月場所は37歳11ヶ月の年齢で再入幕を果たし、これは昭和以降では歴代5位の高齢記録であったが、この場所は途中で左上腕二頭筋を断裂した影響で力が出ず、5勝10敗の大敗で再び十両へと下がることになった。西十両6枚目まで後退した11月場所は十両残留を確定させる4勝を最低限の目標としたが、2日目から5連勝するなど好調であり、この場所は9勝6敗で終えた（この場所が現役最後の勝ち越しとなった）。

### 現役引退
2015年1月場所は西十両筆頭に番付を戻し、勝ち越せば再入幕する可能性もあったが12日目に負け越しを確定させ5勝10敗に終わった。同年3月場所では2日目に大道に勝ち史上6人目となる通算勝利数900勝をしたものの6勝9敗の負け越しに終わった。同年7月場所で西十両11枚目で11日目に負け越しを確定させ、14日目の旭日松に敗れた事で10敗目を喫し幕下陥落がほぼ決定的となり、本場所では現役最後となった千秋楽の一番では天鎧鵬に敗れ、最終的には4勝11敗の大敗を喫して幕下への転落が決定的となると引退を決意するが故郷である青森県で興行される夏巡業に参加するために引退表明を先延ばしとし、同年9月3日に現役引退を正式に発表し、年寄・12代西岩を襲名した。なお、番付編成後に引退を決めた為に同年9月場所の番付には東幕下四枚目で名前が残った。引退会見では「好きでこの世界に入りましたので、とても楽しかったです。本音を言えば、まだまだやりたかったですが、もう体がついてきませんでしたので、引退することになりました」と話し「もうケガするところがないくらい、ケガをしました。正直、ケガさえなければなという気持ちもありますけど、逆に言えば、ケガがあったからここまでできたのかなとも思います。ケガに強い体を、もっともっと若いときからつくれば良かったなと思います」と振り返った。直前の青森巡業の前に父が死去したことについては「本当はやっぱり、青森の巡業にも来てほしかったです。これから断髪式もありますので、そういったものにも来てほしかった。なんでもう、こんなに早く亡くなってしまったんだと」とコメント、思い出の一番として1998年9月場所の貴乃花戦と2014年11月場所の輝戦を挙げている。今後の指導にかける意気込みとして「20年間、鳴戸親方に育てていただきましたので、やはり、鳴戸親方の教えというのが、基礎になっていくと思います。稽古場では厳しく、自分たちがやってきたこと、鳴戸親方から教えてもらったことを伝えて行ければと思います」と語った。2016年5月28日、国技館で襲名披露の断髪式を行い、約400人が断髪に参加。止め鋏は田子ノ浦が入れた。断髪式前には、同郷で同学年の良きライバルだった元小結・高見盛の振分親方との「最後の対戦」があり、また断髪式は四方に向きを変えての“回転式”で進行した。また、入門直後に中学の卒業式を欠席して卒業証書を受け取っていなかったため、演出として出身中学の元校長から卒業証書を授与された。

### 西岩部屋を設立

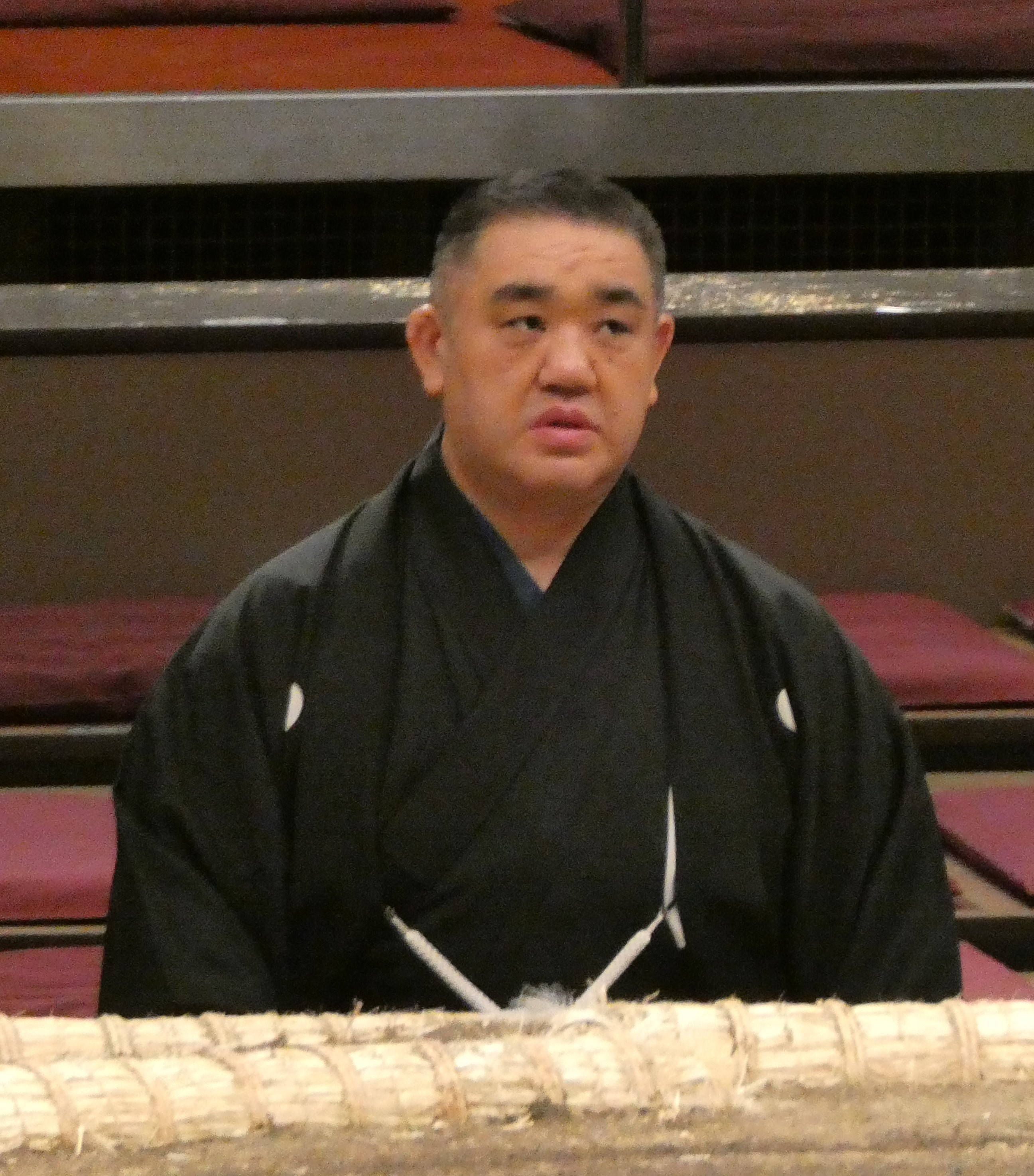
土俵下で審判を務める西岩親方（2022年1月15日撮影）

引退直後は田子ノ浦部屋付きの年寄として後進の指導に当たっていたが、2017年11月30日の日本相撲協会理事会で、2018年2月1日付での部屋独立が承認された。部屋名は西岩部屋となり、部屋の創設に合わせて田子ノ浦部屋から移籍した内弟子は2人だった。2018年3月場所時点で弟子5人は皆未成年で、相撲の取り方もちゃんこの作り方もよくわからないため、稽古場で自ら廻しを締めて指導したり調理方法を伝授したりしている。同時点で、稽古で胸を出しても弟子に対してはビクともしないが「将来、自分が羽目板にぶつけられる日が来たら、こんなうれしいことはない。現役時代は屈辱的だったのにね」と思うところを語っている。
同年3月の協会職務分掌では審判委員に着任している。また2019年3月27日、同じ二所ノ関一門である貴景勝の大関昇進伝達式では、出羽海理事に同行し、使者を務めた。
後に審判委員を退任し、広報部(協会本部)の職務に就いた。
2025年6月12日、力士以外で相撲振興に寄与した人に与えられる「永楽相撲功労賞」を受賞。西岩は、相撲王国としての青森県を盛り上げるための「若の里杯相撲大会」などを開催している功績などが評価された。

## 人物・エピソード

### 取り口
- 上半身の逞しい固太りの体格で、腕力が強く、がっぷり四つで本領を発揮する。右四つでの寄り・投げが得意だが、左四つでも十分に取れ、もろ差しの上手さもある。投げに関しては廻しをとっての投げよりも掬い投げを得意とする。上位陣・実力者には強く殊勲賞4回と金星2つを持っている。一時は三役に定着し、大関候補筆頭と言われた時代もあったが無理な体勢で出ようとしたり、いい体勢なのに攻められなかったりして大事な星を幾つも落としてきた。何よりも立合いの甘さは長年変わらない課題であり、カチ上げや張り差しをやるが、腰が浮いてしまう嫌いがある。ベテランの域に入っても上半身の筋肉は衰えを見せず、2012年3月場所10日目には北の富士がNHK大相撲中継で「肩から腿までの筋肉!すごいねえ。よくあんな厳しい師匠のもとで十年も二十年もやってきたよね。俺ならもたないよ」と称賛していたほどである。衰えが遅かったのは、入門時の師匠の13代鳴戸が30代半ばになっても竹刀で叩いて厳しく指導したためとも言われる。一方、白鵬は「若の里関などは筋肉がすごいけれども、筋トレをやりすぎて、脇が甘くなっている。」[25]と指摘し、対応しやすい力士とみていた。

### 合い口
引退力士(横綱・大関)
- 元横綱・曙には1勝1敗。曙からの初勝利は、曙にとって現役最後の黒星であった。
- 元横綱・貴乃花には9戦全敗。
- 元横綱・若乃花には1勝1敗。1998年11月場所で金星を獲得。
- 元横綱・武蔵丸には5勝10敗。武蔵丸の大関在位中は1勝1敗、横綱昇進後は4勝9敗。最後の白星は2002年7月場所で、決まり手は叩き込み。
- 元横綱・朝青龍には10勝19敗(不戦勝1を含む)。朝青龍の大関在位中は1勝2敗、横綱昇進後は5勝13敗(不戦勝1を含む)。最後の自力勝利は、2006年5月場所で、決まり手は引き落とし。
- 元横綱・白鵬には6勝11敗。白鵬の大関在位中は1敗、横綱昇進後は8戦全敗。最後の白星は、白鵬が関脇時代の2005年7月場所で、決まり手は突き落とし。
- 元横綱・日馬富士には1勝9敗。日馬富士の大関在位中は4戦全敗、横綱昇進後は対戦なし。
- 元横綱・鶴竜には4勝6敗。いずれも鶴竜が大関に昇進する前の対戦である。
- 元大関・貴ノ浪には13勝5敗。貴ノ浪の大関在位中は2敗。
- 元大関・千代大海には5勝26敗。千代大海の大関在位中は5勝25敗。
- 元大関・出島には18勝14敗。出島の大関在位中は3勝1敗。
- 元大関・武双山には8勝17敗。武双山の大関在位中は6勝16敗。
- 元大関・雅山には20勝16敗。雅山の大関在位中は2勝3敗。
- 元大関・魁皇には13勝21敗。魁皇の大関在位中は13勝19敗。
- 元大関・栃東には10勝14敗。栃東の大関在位中は7勝9敗。
- 元大関・琴欧洲には9勝5敗。琴欧洲の大関在位中は6勝4敗。
- 元大関・琴光喜には15勝18敗(不戦勝1を含む)。琴光喜の大関在位中は2勝4敗。
- 元大関・把瑠都には1勝7敗。把瑠都の大関在位中は2敗。
- 元大関・琴奨菊には5勝6敗。いずれも琴奨菊の大関昇進前の対戦である。
- 元大関・豪栄道には2勝6敗。いずれも豪栄道の大関昇進前の対戦である。
- 元大関・栃ノ心には2勝5敗。いずれも栃ノ心の大関昇進前の対戦である。

### 年寄株関連
- 2005年5月26日付で年寄名跡・西岩を取得。
- 2011年11月7日に、入門時の師匠であった13代鳴戸が死去。師匠が不在の部屋に所属する力士は土俵に上がれないため、関脇も長く務め年齢も35歳の若の里が現役を引退して部屋を継承する可能性もあった。実際に二所ノ関一門内の親方衆からも「お前が引退して部屋を継ぐべきだ」と言われたという。急遽開かれた、おかみさん、一門の親方衆との話し合いの場で、一門の総意として現役を引退して鳴戸を襲名し部屋を継承してくれと正式な打診があったが、若の里は現役続行を希望した[26]。その結果、部屋付きの9代西岩が鳴戸部屋を継承した。しかし、9代西岩改め14代鳴戸が、2013年に協会から年寄名跡証書の提出を求められた際に「鳴戸」の証書を提出することができずに「田子ノ浦」へ名跡変更したため、鳴戸部屋は田子ノ浦部屋に改称する形で消滅することになってしまった。その後、稀勢の里の断髪式では若の里は13代鳴戸の分を含めて二度鋏を入れている。

### CM・タニマチ関連
- 2012年5月場所後には日本唯一のウォーターベッドブランド「ウォーター・ワールド」で知られるドリームベッド株式会社のCMの撮影を受け、完成したCMは同年7月からBS朝日で放送された。だがこれが雑誌『相撲』で紹介されたのはそれから1年余り後の2013年11月号が発売されてからのことであった。同月の雑誌に同じ青森出身の幕内力士である宝富士のCMがすぐさま話題になったのを聞いてライバル意識を燃やしたという[27]。
- 2014年9月7日、東京都内で愛知県長久手市にある形成外科・皮膚科「カレラクリニック」の石井徹院長から新しい化粧廻しを贈られた。4本目の化粧廻しを贈られてから10年以上経過しており、既に38歳であり年齢的に関取を維持できる保証が無いにも拘らず化粧廻しを新たに贈られた本人は「いつ引退してもおかしくない若の里ですから、最初、何かの間違いかと思った。ボロボロになるまで締めたい」と関取維持に向けた奮戦を誓い、さらに「幕内で締めたいのもあるし、来年の名古屋場所でも締めてみたい」と再入幕への意欲も示した[28]。

### 相撲関連
- 高見盛の引退以降、大関千代大海龍二ら平成10年代に活躍した昭和51年（1976年）生まれの力士、いわゆる花のゴーイチ組最後の関取経験者となった。
- 巡業では風紀委員長を務め、現役晩年には力士の中でも特に指導的な役割を与えられた[29]。また、2014年12月8日には国技館内の相撲教習所で、日本相撲協会のファンサービス企画「相撲寺子屋」の特別講師を務めた。従来は親方らが大相撲の歴史や知識を伝える講師役だったが、公式ツイッターのフォロワー（読者）6万人突破を記念し、現役関取で初めて「教壇」に立った[30]。
- 2015年2月8日、日本相撲協会によると現役力士初となる大相撲トーナメントのラジオ中継の解説者を務めた。当日は十両のトーナメント出場後に放送席へ直行し、そのまま幕内の解説を行った[31]。
- 怪我の多さは手術の経験回数が物語っており、入門前にすでに左肩の手術を4回経験していた（中学時代の鎖骨骨折）。入門後には右膝を2回、左膝を1回、右足首を1回、右足の甲を1回手術しており、2013年12月2日の右膝の手術が9回目の手術となった。この経験から部屋の若い力士たちには「痛い痛いって、手術を5回してから言いなさい」と冗談交じりに言っているという[32]。
- 2013年9月場所に自身初の皆勤での十両陥落を喫したことで西十両5枚目の地位を与えられた2013年11月場所に再起を懸ける若の里は、場所前の2013年10月30日の稽古中に体長5センチを超えるスズメバチに刺されそうになった。37歳にして十両落ちを経験するという苦境に立たされた若の里であったが、その11月場所は8勝の勝ち越しで終えた。結果的にハチの襲来が「8勝」を連想させ縁起を担いだ恰好となった[33]。
- 2014年11月場所に2013年11月場所まで2年以上付け人を務めていた新十両の輝と対戦し、これに勝利。若の里は「今まで付け人と対戦する経験がなかったので、負けられない気持ちで緊張した。身内と戦うような、嫌な気持ちでしたね。やりにくかった」と振り返った[34][35]。
- 輝は若の里の付け人を行っていた際の思い出を「若関は、『力士は、その土地土地のうまいものをたらふく食べて名産物や味を覚えるのも大事なんだぞ。食え、食え!』といつも腹いっぱい食べさせてくれていたんですよ。ある日、酔っ払って、『いつか、自分の付け人が関取になって巡業で一緒にメシを食い、奢ってもらうのが夢なんだよなぁ』と言っていたことがあったんです。『自分が関取になったら、若関をお誘いしてご馳走しよう』と、ずっと心に決めていました」と語ったことがある[36]。2015年3月場所後の春巡業で、「静岡で時間を作ってもらえませんか。今までのお礼を込めて僕にご馳走させてください。」と申し入れ、若の里も喜んだが、膝の治療で巡業を途中休場したため実現しなかった[37]。
- 2015年8月15日夜、実際に輝は若の里に食事を奢ろうと、初めて付け人として食事に誘ってもらった仙台の牛タン専門店を選んだ。実際には奢ったわけではないが「俺が昔に言ったことを覚えていて、声を掛けてくれただけで、それだけで嬉しいんだよ。待ってた言葉だ。それで十分だ。本気でお前に金を出してもらおうなんて思ってないから。ほら、達、今日は腹いっぱい食え!」と若の里は言った[38][39]。
- 若の里の現役最後の巡業において、輝は3週間の巡業期間中、毎日若の里の隣に明け荷を置いて、若の里の帯を引っ張ったり、浴衣を着せた。青森県野辺地巡業では、「最後だから、僕に締込を引っ張らせて下さい。」と志願し、若の里現役最後の締込を締めた。輝は巡業が終わって数日後、同じく若の里の付け人をしていた大由志と一緒に、若の里を呼び出し、アルマーニのネクタイとマグナーニの靴をプレゼントした[40]。
- 述べ100人を超えた付け人に対し、ミスをした時は厳しく叱っていた。しかし、長野県で入院中にある看護師が手術の準備で大事なことを忘れたのに院長が叱りもせず淡々としていたのを見て、「看護師さんが重大なミスを犯したのに、院長さんはなぜ叱ったりしないのですか。」と尋ねた。院長は「医師は看護師さんがいなければ、仕事ができません。看護師さんのおかげで手術もできるのだから、一生懸命に仕事をした結果のミスは叱れません。」と答えた。一生懸命仕事をしている人間は、ミスをしたら自分自身で反省しているのに、上の立場の人間が厳しく叱責したところで効果もそれほどない、むしろ逆効果に思うようになり、考えを改めたという[41]。
- 2024年11月場所前の記事では、現代(2024年時点)の子は生活環境の洋式化により体の硬い子が増え、腰を割るなどの相撲の基本を1つ1つマスターするのに昔の子と比べて時間が掛かるようになったとこぼしている。代わりに大食い・大酒飲みは減り、節制とトレーニング理論で合理的に鍛えるアスリートに変わったとしている[42]。

### 13代鳴戸との関係
- 若の里は鳴戸部屋の古参であり、家族で例えると「長男」であった。そのため鳴戸部屋ではいわゆる怒られ役であり、本人は「僕は一番先頭を行く者として風当たりが強い感じはしていました。それも自分の置かれた立場というか、そういうものだと思っていましたから」と振り返っている[11]。
- 13代鳴戸が課した稽古に関しては「稽古中は『水はよく飲め』と言われてました。意外にね、新しいことを取り入れる人だったんです。だから『ウエイトトレーニングは相撲取りはやるもじゃない。四股、てっぽう、すり足だ』と言う人もいるけど、うちの師匠には入門したときから『ウエイトトレを毎日やれって』と言われていたんです」と証言している[11]。
- 食事に関しては13代鳴戸から既製品を与えられたことは一切無く、若の里は引退後に「買ったものは全部ダメ。コンビニもそうだし総菜もダメ。インスタント食品も絶対ダメ。師匠の前では食べたことはない。こっそりは？　それはあります（笑い）。例えば麺類もすべて。うどん、そば、ラーメン…。買ってきたものは食べたことがない。どうやって？　自分たちでうったんですよ」と証言している。ちゃんこの調理については「メニューは師匠が全部チェック。まず作る前。昼も夜もなんですが、ちゃんこ番がメニューを全部決めて決めたら紙に書いて持っていく。師匠がバランスを見て、ダメならメニューを考え直せ、OKなら作り始める。師匠のGOサインがなかったら作り始められなかったんですよ。で、作り終わっても、まず全部の種類を師匠が食べて、味見してからじゃないとみんなが食べられない。味付けが悪かったら、『もう少し塩、しょうゆたせ』。全部チェックしてなおかつ直してから、食べ始めたという」とその厳しさを物語った[11]。
- 出稽古にはかつて鳴戸部屋があった同じ松戸市にある佐渡ヶ嶽部屋に13代鳴戸が運転する車で連れて行ってもらったり、自転車で行ったこともある。鳴戸部屋が出稽古を禁止しているという話は引退後に若の里自身が「次第に部屋に関取が増えてきて、自分の部屋で稽古ができたから行かなくなっただけ。そうしたらいつの間にか『出稽古しない部屋だ』となって、そのあと『出稽古禁止』になってしまった。よく朝青龍関や白鵬関も来ていましたしね。松戸の部屋にも、地方場所もよく来ていましたよ。どちらかと言うと、みんなが来てくれる感じになっていったんです。全然だれも受け付けないわけじゃないんです」と明確に否定している[11]。
- 師匠の13代鳴戸が亡くなる日の夕方、師匠の個室に呼ばれて、「部屋頭のお前がしっかりしないから若い力士たちがだらしないんだ。今まで教えたことをもっとしっかりやりなさい。部屋頭の責任は重いぞ。俺は体調が良くないから病院に行ってくる。よく考えてしっかりやれ。」と2時間近く話を聞いた。その後、病院に向かうのを見送ったのが永遠の別れとなった[43]。

### その他
- 私生活では2017年2月25日に第一子となる長女が誕生[44]。
- 2014年11月27日、葛城市当麻の同市相撲館「けはや座」に、若の里関が東日本大震災の被災地を描いた油絵が届き、同月30日まで2階展示室で公開された。[45]
- 2015年7月場所前夜祭のトークショーで、同期の旭天鵬が若の里の入門以来24年間に渡って自身の本名を「こばやし」と読み間違えていることを明かした[46]。
- 若の里は西岩部屋の暮らしの手本を部屋創設当初より『サザエさん』としており、その理由を西岩部屋公式SNS・ブログ終了の際に「古き良き日本人らしい生活を規則正しく丁寧に行い(中略)サザエさん一家のように、家の中は常に明るく活発な会話が飛び交い、そして師匠は威厳を失わず。変わらず」と説明している[47]。

## 略歴
- 1992年3月場所 - 鳴戸部屋に入門、初土俵
- 1997年11月場所 - 新十両、初の十両優勝
- 1998年5月場所 - 新入幕、10勝5敗で敢闘賞受賞
- 1998年11月場所 - 11日目に横綱・若乃花から初金星をあげるも13日目に小結・武双山戦で右腓骨を骨折、14日目から休場
- 1999年11月場所 - 11日目で左膝関節内側半月板を損傷、公傷が認められるも回復が遅れ、翌年5月・7月の2場所は十両に陥落するも、十両では格の違いを見せつけ、2場所連続十両優勝して幕内に復帰。
- 2000年11月場所 - 新三役（小結昇進）、横綱・曙を倒して殊勲賞受賞
- 2001年1月場所 - 関脇昇進、横綱・武蔵丸を倒して2場所連続殊勲賞受賞
- 2002年1月場所 - 2000年11月場所の小結昇進以降2度平幕に陥落したが、この場所から2005年1月場所まで19場所連続三役（関脇・小結）在位[1]。
- 2005年11月場所 - 右大腿二頭筋断裂のため初日から全休
- 2006年1月場所 - 番付を東前頭16枚目まで大きく下げた。勝ち越し（10勝5敗）。
- 2006年3月場所 - 東前頭11枚目で11勝4敗の好成績を挙げ、翌場所は久々に上位復帰。
- 2006年5月場所 - 西前頭2枚目で迎えた2日目に横綱・朝青龍から8年ぶりの金星をあげ、その翌日も大関・琴欧州を破り、期待されたが、4日目から7連敗で早くも10日目に負け越しが決定。その後粘ったが、6勝9敗。
- 2006年7月場所 - 東前頭6枚目に番付を下げ初日から3連勝と好調だったが、4日目の前頭4枚目・安馬戦で敗れた際に右膝の前十字靭帯を損傷し、全治2ヶ月と診断され、5日目から途中休場。
- 2006年9月場所 - 前場所での怪我が回復せず、番付は東前頭14枚目で全休。翌場所は6年ぶりの十両転落。
- 2006年11月場所 - 東十両11枚目で勝ち越し（10勝5敗）。
- 2007年1月場所 - 西十両4枚目で勝ち越し（9勝6敗）、2回目の再入幕を決める。
- 2007年3月場所 - 再入幕で11勝4敗の好成績を収める。
- 2007年5月場所 - 2場所連続の2桁勝利となる10勝を挙げる。
- 2009年3月場所 - 東前頭5枚目に番付を下げ、5勝5敗で迎えた11日目、前頭2枚目・琴奨菊に勝った一番で右足を骨折、全治3か月と診断され、翌12日目から途中休場。
- 2009年5月場所 - 前場所での怪我が回復せず、全休となる。
- 2009年7月場所 - 西十両6枚目で14勝1敗の好成績をあげて4回目の十両優勝。
- 2009年9月場所 - 3回目の再入幕。
- 2011年11月場所 - 右大腿二頭筋不全断裂で6日目から途中休場。
- 2012年3月場所 - 4回目の再入幕。
- 2012年7月場所 - 通算勝利数が貴乃花の794勝を抜き史上11位となる。
- 2012年9月場所 - 通算勝利数が史上10人目となる800勝に到達し、旭天鵬と史上初となる通算800勝以上を記録する力士同士による対決が実現。
- 2012年11月場所 - 通算勝利数が水戸泉の807勝と高見山の812勝を抜き史上9位となる。
- 2013年3月場所 - 通算勝利数が安芸乃島の822勝を抜き史上8位となる。
- 2013年7月場所 - 幕内勝利数が600勝となる。
- 2014年3月場所 - 通算勝利数が寺尾の860勝を抜き史上7位となる。
- 2014年5月場所 - 通算勝利数が大鵬の872勝を抜き史上6位となる。
- 2014年7月場所 - 史上4人目となる関取在位100場所を達成。
- 2015年3月場所 - 通算勝利数が史上6人目となる900勝に到達。
- 2015年7月場所 - 現役引退（但し、9月場所の番付に四股名が残った）。

## 主な成績

### 通算成績
- 生涯戦歴：914勝783敗124休 勝率.539
- 幕内戦歴：613勝568敗124休 勝率.519
- 現役在位：140場所
- 幕内在位：87場所[1]
- 三役在位：26場所（関脇17場所、小結9場所）

### 各段優勝
- 十両優勝：4回（1997年11月場所、2000年5月場所、2000年7月場所、2009年7月場所）
- 幕下優勝：1回（1997年3月場所）
- 序ノ口優勝：1回（1992年5月場所）

### 三賞・金星
- 三賞：10回
  - 殊勲賞：4回（2000年11月場所、2001年1月場所、2001年7月場所、2003年9月場所）
  - 敢闘賞：4回（1998年5月場所、2000年9月場所、2001年11月場所、2003年1月場所）
  - 技能賞：2回（1999年5月場所、2004年11月場所）
- 金星：2個（若乃花1個、朝青龍1個）

### 場所別成績
| | 一月場所 初場所（東京）  | 三月場所 春場所（大阪）  | 五月場所 夏場所（東京） | 七月場所 名古屋場所（愛知） | 九月場所 秋場所（東京）  | 十一月場所 九州場所（福岡） |
| --- | ------------------------ | ------------------------ | ----------------------- | --------------------------- | ------------------------ | --------------------------- |
| 1992年 （平成4年） | x                        | （前相撲）               | 東序ノ口17枚目 優勝 7–0 | 東序二段20枚目 4–3          | 西三段目99枚目 3–4       | 西序二段19枚目 3–4          |
| 1993年 （平成5年） | 東序二段44枚目 5–2       | 西序二段8枚目 5–2        | 東三段目74枚目 4–3      | 西三段目52枚目 3–4          | 東三段目67枚目 5–2       | 西三段目39枚目 3–4          |
| 1994年 （平成6年） | 西三段目56枚目 4–3       | 西三段目42枚目 3–4       | 西三段目62枚目 5–2      | 東三段目31枚目 3–4          | 西三段目52枚目 5–2       | 西三段目25枚目 4–3          |
| 1995年 （平成7年） | 西三段目12枚目 3–4       | 西三段目25枚目 3–4       | 西三段目37枚目 6–1      | 東幕下57枚目 4–3            | 東幕下46枚目 3–4         | 西幕下60枚目 4–3            |
| 1996年 （平成8年） | 東幕下51枚目 4–3         | 西幕下40枚目 4–3         | 西幕下30枚目 3–4        | 西幕下39枚目 5–2            | 東幕下22枚目 4–3         | 西幕下14枚目 3–4            |
| 1997年 （平成9年） | 東幕下22枚目 6–1         | 東幕下8枚目 優勝 6–1     | 西幕下筆頭 3–4          | 東幕下5枚目 4–3             | 東幕下3枚目 5–2          | 東十両12枚目 優勝 10–5      |
| 1998年 （平成10年） | 西十両5枚目 11–4         | 東十両筆頭 9–6           | 西前頭15枚目 10–5 敢    | 東前頭11枚目 9–6            | 西前頭4枚目 6–9          | 東前頭6枚目 7–7–1 ★         |
| 1999年 （平成11年） | 西前頭6枚目 休場 0–0–15  | 西前頭6枚目 5–10         | 西前頭10枚目 11–4 技    | 東前頭2枚目 4–11            | 西前頭6枚目 6–9          | 西前頭9枚目 5–7–3           |
| 2000年 （平成12年） | 西前頭14枚目 休場 0–0–15 | 西前頭14枚目 休場 0–0–15 | 東十両11枚目 優勝 12–3  | 東十両筆頭 優勝 13–2        | 西前頭10枚目 11–4 敢     | 西小結 9–6 殊               |
| 2001年 （平成13年） | 東関脇 10–5 殊           | 東関脇 6–9               | 東前頭筆頭 8–7          | 西小結 9–6 殊               | 東小結 7–8               | 東前頭筆頭 10–5 敢          |
| 2002年 （平成14年） | 東小結 8–7               | 東小結 9–6               | 東小結 8–7              | 西関脇 11–4                 | 東関脇 8–7               | 東関脇 7–8                  |
| 2003年 （平成15年） | 西小結 11–4 敢           | 東関脇2 9–6              | 東関脇 9–6              | 東関脇 10–5                 | 東関脇 11–4 殊           | 東関脇 7–8                  |
| 2004年 （平成16年） | 西小結 9–6               | 東関脇 8–7               | 東関脇 9–6              | 東関脇 8–7                  | 東関脇 10–5              | 東関脇 11–4 技              |
| 2005年 （平成17年） | 東関脇 6–9               | 西前頭筆頭 8–7           | 西小結 6–9              | 西前頭2枚目 11–4            | 西関脇 4–3–8             | 東前頭3枚目 休場 0–0–15     |
| 2006年 （平成18年） | 東前頭16枚目 10–5        | 東前頭11枚目 11–4        | 西前頭2枚目 6–9 ★       | 東前頭6枚目 3–2–10          | 東前頭14枚目 休場 0–0–15 | 東十両11枚目 10–5           |
| 2007年 （平成19年） | 西十両4枚目 9–6          | 東前頭16枚目 11–4        | 西前頭7枚目 10–5        | 西前頭2枚目 5–10            | 西前頭4枚目 5–10         | 東前頭8枚目 8–7             |
| 2008年 （平成20年） | 東前頭4枚目 7–8          | 東前頭5枚目 5–10         | 西前頭10枚目 10–5       | 東前頭4枚目 5–10            | 西前頭9枚目 9–6          | 西前頭2枚目 6–9             |
| 2009年 （平成21年） | 東前頭4枚目 7–8          | 東前頭5枚目 6–6–3        | 西前頭7枚目 休場 0–0–15 | 西十両6枚目 優勝 14–1       | 西前頭13枚目 10–5        | 東前頭6枚目 7–8             |
| 2010年 （平成22年） | 西前頭7枚目 9–6          | 西前頭筆頭 6–9           | 西前頭3枚目 6–9         | 東前頭7枚目 9–6             | 西前頭筆頭 5–10          | 西前頭5枚目 5–10            |
| 2011年 （平成23年） | 西前頭9枚目 8–7          | 八百長問題 により中止    | 西前頭5枚目 7–8         | 西前頭5枚目 9–6             | 東前頭2枚目 4–11         | 東前頭9枚目 2–4–9           |
| 2012年 （平成24年） | 西十両2枚目 11–4         | 西前頭13枚目 8–7         | 東前頭10枚目 5–10       | 西前頭14枚目 8–7            | 西前頭11枚目 7–8         | 西前頭12枚目 8–7            |
| 2013年 （平成25年） | 東前頭11枚目 4–11        | 西前頭16枚目 9–6         | 東前頭12枚目 6–9        | 東前頭15枚目 7–8            | 東前頭15枚目 4–11        | 西十両5枚目 8–7             |
| 2014年 （平成26年） | 西十両4枚目 5–10         | 西十両8枚目 9–6          | 西十両3枚目 9–6         | 東前頭16枚目 5–10           | 東十両5枚目 6–9          | 西十両6枚目 9–6             |
| 2015年 （平成27年） | 西十両筆頭 5–10          | 西十両4枚目 6–9          | 西十両7枚目 5–10        | 西十両11枚目 4–11           | 東幕下4枚目 引退 –       | x                           |
| 各欄の数字は、「勝ち-負け-休場」を示す。 優勝 引退 休場 十両 幕下 三賞：敢=敢闘賞、殊=殊勲賞、技=技能賞 その他：★=金星 番付階級：幕内 - 十両 - 幕下 - 三段目 - 序二段 - 序ノ口 幕内序列：横綱 - 大関 - 関脇 - 小結 - 前頭（「#数字」は各位内の序列） |                          |                          |                         |                             |                          |                             |

### 幕内対戦成績
| 碧山     | 1     | 1    | 蒼樹山     | 0    | 2    | 安芸乃島 | 4    | 2  | 曙       | 1    | 1     |  |  |  |
| 朝青龍   | 10(1) | 19   | 朝赤龍     | 8(1) | 7    | 朝乃翔   | 4    | 1  | 朝乃若   | 1    | 3     |  |  |  |
| 旭日松   | 0     | 4    | 旭豊       | 3    | 0    | 東龍     | 1    | 1  | 安美錦   | 12   | 9     |  |  |  |
| 荒鷲     | 1     | 0    | 阿覧       | 6    | 5    | 勢       | 1    | 2  | 岩木山   | 12   | 3     |  |  |  |
| 潮丸     | 1     | 0    | 皇司       | 2    | 3    | 大岩戸   | 1    | 0  | 大日ノ出 | 1    | 0     |  |  |  |
| 隠岐の海 | 2     | 6    | 小城錦     | 1    | 1    | 魁皇     | 13   | 21 | 魁聖     | 1    | 4     |  |  |  |
| 海鵬     | 9     | 3    | 臥牙丸     | 1    | 9    | 鏡桜     | 1    | 0  | 垣添     | 9    | 8     |  |  |  |
| 鶴竜     | 4     | 6    | 春日王     | 2    | 2    | 春日錦   | 2    | 0  | 片山     | 1    | 0     |  |  |  |
| 巌雄     | 3     | 1    | 北勝鬨     | 1    | 0    | 北桜     | 1    | 1  | 北太樹   | 5    | 5     |  |  |  |
| 皇風     | 0     | 1    | 木村山     | 6    | 0    | 旭鷲山   | 13   | 8  | 旭秀鵬   | 1    | 2     |  |  |  |
| 旭天鵬   | 22    | 14   | 金開山     | 0    | 1    | 豪栄道   | 2    | 6  | 光龍     | 1    | 0     |  |  |  |
| 五城楼   | 1     | 0    | 黒海       | 11   | 9(1) | 琴稲妻   | 1    | 0  | 琴欧洲   | 9    | 5     |  |  |  |
| 琴春日   | 2     | 0    | 琴奨菊     | 5    | 6    | 琴錦     | 1    | 1  | 琴ノ若   | 9    | 10(2) |  |  |  |
| 琴光喜   | 15(1) | 18   | 琴勇輝     | 0    | 3    | 琴龍     | 8    | 2  | 磋牙司   | 2(1) | 0     |  |  |  |
| 佐田の海 | 0     | 1    | 佐田の富士 | 4    | 4    | 里山     | 1    | 0  | 敷島     | 2    | 1     |  |  |  |
| 霜鳳     | 5     | 3    | 十文字     | 3    | 0    | 駿傑     | 1    | 0  | 常幸龍   | 3    | 2     |  |  |  |
| 翔天狼   | 8     | 5    | 松鳳山     | 1    | 1    | 蒼国来   | 1    | 2  | 大喜鵬   | 1    | 0     |  |  |  |
| 大道     | 6     | 1(1) | 貴闘力     | 3    | 1    | 貴ノ浪   | 13   | 5  | 貴乃花   | 0    | 9     |  |  |  |
| 高見盛   | 21    | 4    | 宝富士     | 2    | 4    | 豪風     | 7    | 18 | 玉飛鳥   | 2    | 1     |  |  |  |
| 玉春日   | 8     | 2    | 玉乃島     | 15   | 7    | 玉鷲     | 5    | 6  | 千代鳳   | 1    | 0     |  |  |  |
| 千代大海 | 5     | 26   | 千代大龍   | 3    | 1    | 千代天山 | 2    | 2  | 千代の国 | 0    | 2     |  |  |  |
| 千代丸   | 0     | 1    | 出島       | 18   | 14   | 寺尾     | 2    | 2  | 天鎧鵬   | 0    | 2     |  |  |  |
| 闘牙     | 8     | 8    | 時津海     | 8    | 4    | 時天空   | 11   | 11 | 徳勝龍   | 3    | 0     |  |  |  |
| 徳瀬川   | 1     | 2    | 土佐ノ海   | 19   | 8(1) | 土佐豊   | 4    | 3  | 栃東     | 10   | 14    |  |  |  |
| 栃煌山   | 1     | 6    | 栃栄       | 5    | 0    | 栃ノ心   | 2    | 5  | 栃乃洋   | 18   | 15    |  |  |  |
| 栃乃花   | 2     | 2    | 栃乃和歌   | 1    | 0    | 栃乃若   | 2    | 3  | 豊桜     | 2    | 0     |  |  |  |
| 豊ノ島   | 6     | 7    | 豊響       | 6    | 5    | 白馬     | 4    | 1  | 白鵬     | 6    | 11    |  |  |  |
| 白露山   | 4     | 0    | 濱ノ嶋     | 6    | 0    | 追風海   | 0    | 2  | 把瑠都   | 1    | 7     |  |  |  |
| 日馬富士 | 1     | 9    | 肥後ノ海   | 5    | 2    | 富士東   | 3    | 3  | 武州山   | 3    | 1     |  |  |  |
| 普天王   | 4     | 6(1) | 寶智山     | 2    | 0    | 豊真将   | 9(1) | 5  | 北勝力   | 8    | 8     |  |  |  |
| 誉富士   | 1     | 0    | 将司       | 1    | 0    | 舛ノ山   | 1    | 4  | 水戸泉   | 2    | 1     |  |  |  |
| 湊富士   | 2     | 3    | 雅山       | 20   | 16   | 武蔵丸   | 5    | 10 | 武双山   | 8    | 17    |  |  |  |
| 猛虎浪   | 2     | 0    | 芳東       | 1    | 0    | 嘉風     | 8    | 12 | 龍皇     | 1    | 0     |  |  |  |
| 露鵬     | 3     | 3    | 若麒麟     | 0    | 1    | 若荒雄   | 0    | 4  | 若兎馬   | 1    | 0     |  |  |  |
| 若ノ城   | 3     | 0    | 若乃花     | 1    | 1    | 若ノ鵬   | 1    | 2  | 和歌乃山 | 3    | 1     |  |  |  |

## 改名歴

### 力士
- 古川 忍（こがわ しのぶ）1992年3月場所 - 1997年9月場所
- 若の里 忍（わかのさと しのぶ）1997年11月場所 - 2015年9月場所

### 年寄
- 西岩 忍（にしいわ しのぶ）2015年9月3日 -

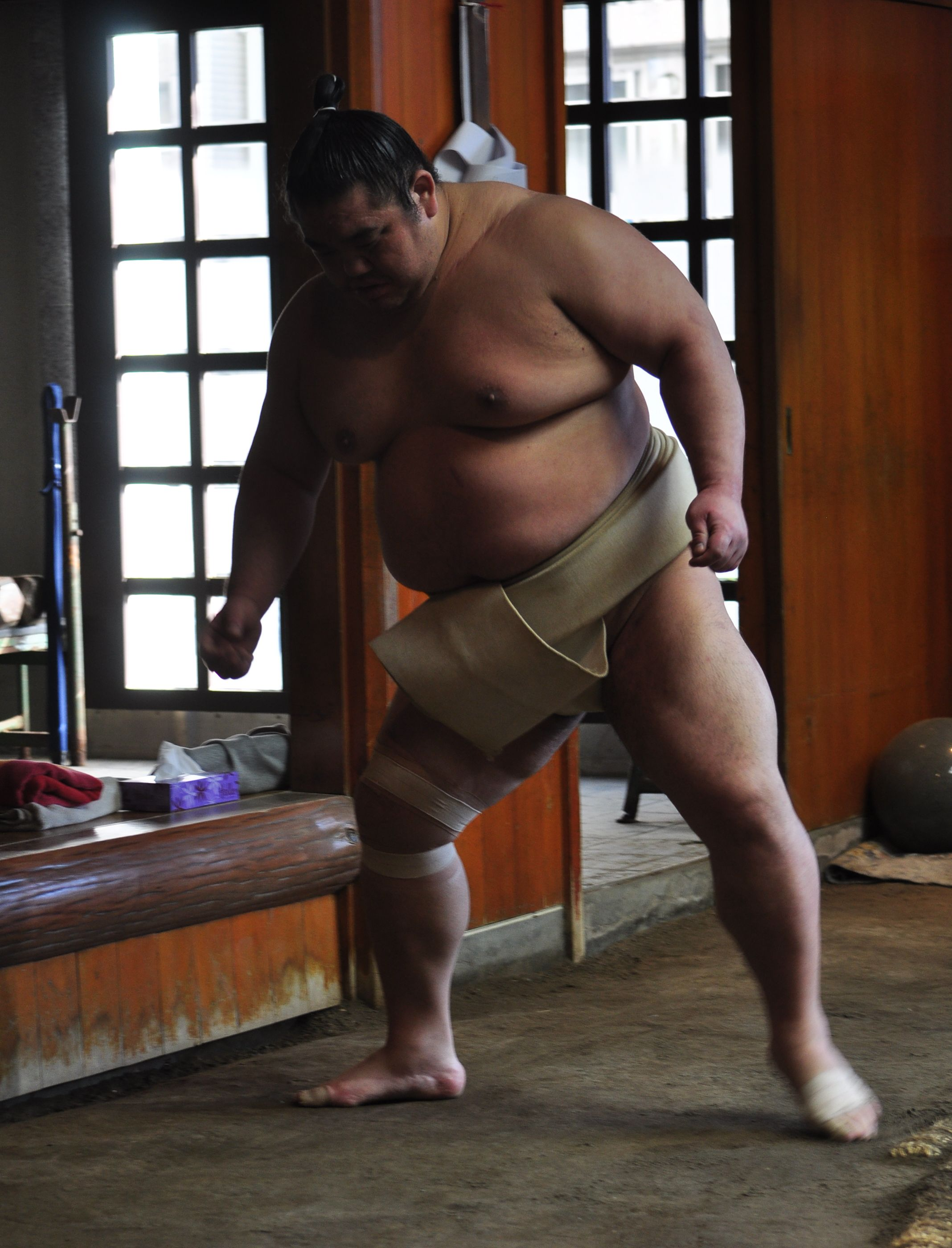
稽古場の若の里（2014年1月2日撮影）

## 著作
- たたき上げ - 若の里自伝 -（名義・西岩忍、大空出版 2016年5月30日発行 ISBN 978-4-903175-65-2）[57]